# Spiophanes reyssi
Spiophanes reyssi är en ringmaskart som beskrevs av Laubier 1964. Spiophanes reyssi ingår i släktet Spiophanes och familjen Spionidae. Inga underarter finns listade i Catalogue of Life.